# Murowana Oszmianka
Murowana Oszmianka (biał. Мураваная Ашмянка) – wieś na Białorusi w rejonie oszmiańskim obwodu grodzieńskiego, 11 km na północny wschód od Oszmiany. Centrum administracyjne sielsowietu, zamieszkane przez 338 mieszkańców (1999). W pobliżu wsi początek bierze rzeka Oszmianka. We wsi znajduje się szpital i szkoła średnia oraz parafialny kościół katolicki pw. Najświętszego Imienia Maryi (1790). 

## Historia
Wieś szlachecka położona była w końcu XVIII wieku w powiecie oszmiańskim województwa wileńskiego.  
W czasach zaborów miasteczko w gminie Polany, w powiecie oszmiańskim, w guberni wileńskiej Imperium Rosyjskiego. W 1905 roku liczyło 306 mieszkańców, 337 dziesięcin.
W latach 1921–1945 miasteczko leżało w Polsce, w województwie wileńskim, w powiecie oszmiańskim, w gminie Polany.
W 1931 wieś w 73 domach zamieszkiwało 396 osób.
Wierni należeli do miejscowej parafii rzymskokatolickiej. Miejscowość podlegała pod Sąd Grodzki w Oszmianie i Okręgowy w Wilnie; mieścił się tu urząd pocztowy obsługujący część gminy Polany.
Po agresji ZSRR na Polskę w 1939 roku wieś znalazła się w granicach BSRR. W latach 1941–1944 była pod okupacją niemiecką. W maju 1944 roku ciężkie, zwycięskie walki (bitwa pod Murowaną Oszmianką) z litewskimi formacjami stoczyły tu oddziały Armii Krajowej. Od 1944 wieś ponownie leżała w BSRR. Od 1991 roku w Republice Białorusi. 

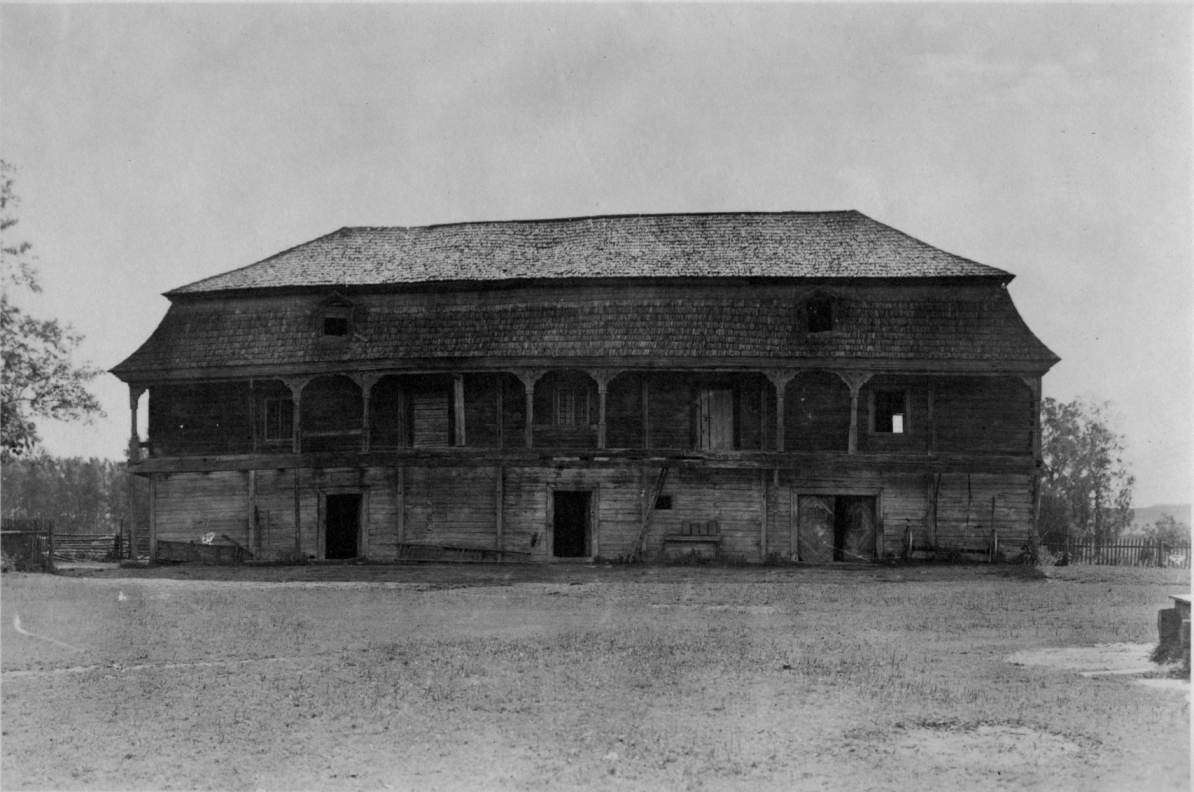
Świren w 1929 roku